# Hof van Beroep voor het 7e circuit
Het Hof van Beroep voor het 7e circuit (Engels: United States Court of Appeals for the Seventh Circuit) is een Amerikaanse federale rechtbank die beroepszaken hoort afkomstig uit de 7 districten gelegen in de staten Illinois, Indiana en Wisconsin. Circuit justice voor het zevende circuit is rechter Elena Kagan.